# Antioquis (germana d'Antíoc III)
Antioquis (en llatí Antiochis, en grec antic Ἀντιοχίς) fou una germana d'Antíoc III el Gran, rei selèucida de Síria.
L'any 212 aC el rei selèucida Antíoc III el Gran, decidit a suprimir les dinasties locals, va assetjar Arsamòsata (armeni Shimshat), capital de la Sofene (Sofene i Anzitene), on governava Xerxes d'Armènia. Aquest es va rendir i va implorar la clemència del rei, que va acceptar que conservés el tron, i li va donar com a muller a la seva germana Antioquis. Aquesta princesa no va tardar a assassinar al seu espòs i així la Sofene va tornar als dominis directes selèucides. No se sap res més d'ella.